# نيك كيني (لاعب دارت)
نيك كيني (بالإنجليزية: Nick Kenny)‏ هو لاعب دارت بريطاني، ولد في 13 مارس 1993 في نيوبورت في المملكة المتحدة.

## وصلات خارجية
- نيك كيني على موقع DartsDatabase.co.uk (الإنجليزية)